# Delahaye 20–30 CV

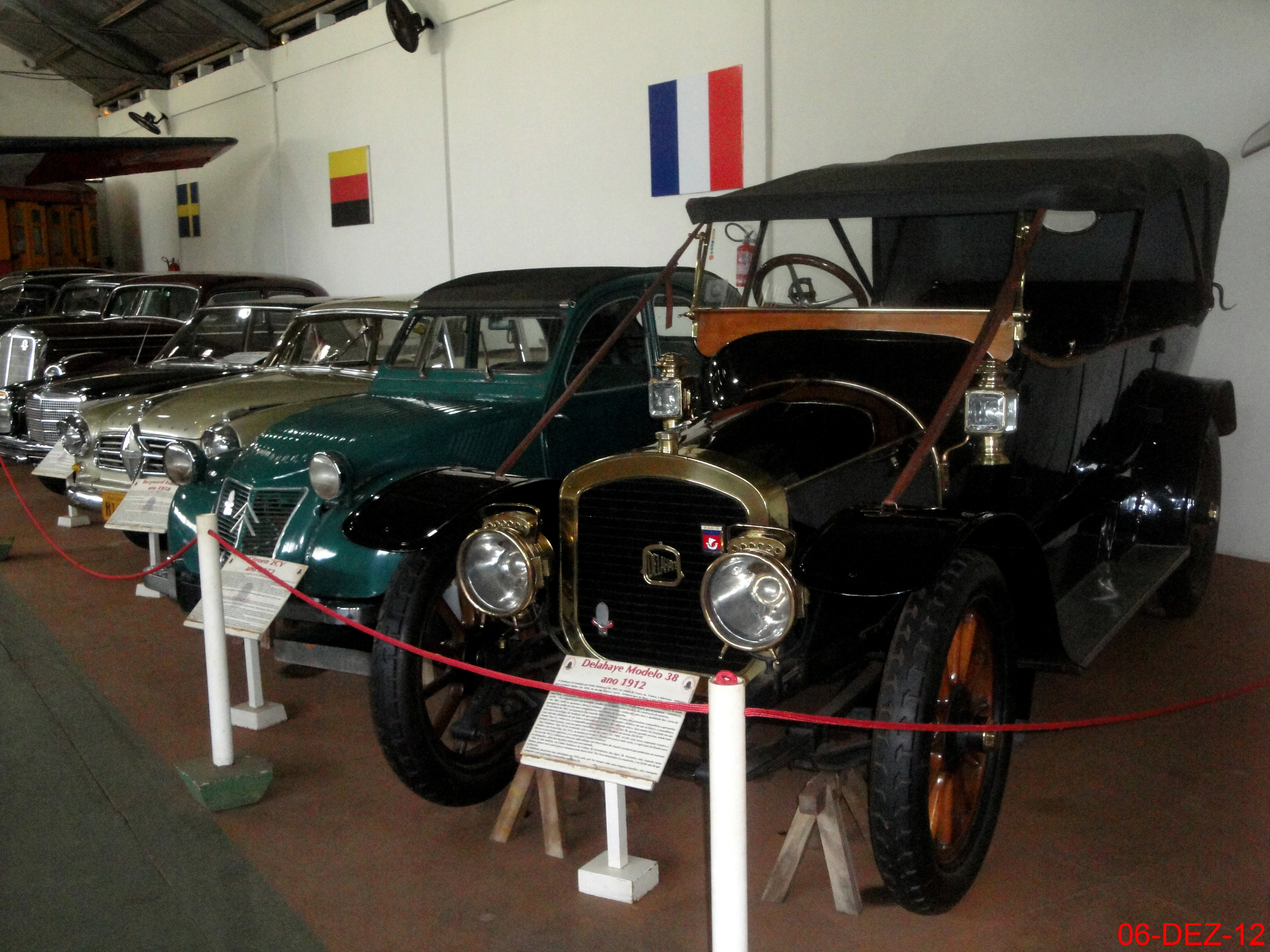
Delahaye Type 38

Der Delahaye 20–30 CV war eine Pkw-Modellreihe des französischen Automobilherstellers Delahaye. Dabei stand das CV für die Steuer-PS. Zu dieser Modellreihe gehörten: 
- Delahaye Type 38 (1907–1912)
- Delahaye Type 41 (1909–1912)
- Delahaye Type 58 (1912–1914)